# Asperula tragacanthoides
Asperula tragacanthoides är en måreväxtart som beskrevs av Salvatore Brullo. Asperula tragacanthoides ingår i släktet färgmåror, och familjen måreväxter.
Artens utbredningsområde är Libya. Inga underarter finns listade i Catalogue of Life.